# Bulgaria en los Juegos Olímpicos de Tokio 1964
Bulgaria estuvo representada en los Juegos Olímpicos de Tokio 1964 por un total de 63 deportistas que compitieron en 9 deportes.  
El portador de la bandera en la ceremonia de apertura fue el luchador Eniu Valchev.

## Medallistas
El equipo olímpico búlgaro obtuvo las siguientes medallas:
| Nombre             | Deporte            | Competición                     |
| ------------------ | ------------------ | ------------------------------- |
| Oro                |                    |                                 |
| Boyan Radev        | Lucha grecorromana | 97 kg M                         |
| Eniu Valchev       | Lucha libre        | 70 kg M                         |
| Prodan Gardzhev    | Lucha libre        | 87 kg M                         |
| Plata              |                    |                                 |
| Anguel Kerezov     | Lucha grecorromana | 52 kg M                         |
| Kiril Todorov      | Lucha grecorromana | 78 kg M                         |
| Stancho Kolev      | Lucha libre        | 63 kg M                         |
| Lyutfi Ajmedov     | Lucha libre        | -97 kg M                        |
| Velichko Velichkov | Tiro               | Rifle en tres posiciones 50 m M |
| Bronce             |                    |                                 |
| Alexandar Nikolov  | Boxeo              | Semipesado (81 kg) M            |
| Said Chifudov      | Lucha libre        | 97 kg M                         |